# Vörösödő zsemlegomba
A vörösödő zsemlegomba (Boletopsis leucomelaena) a Bankeraceae családba tartozó, Eurázsiában és Észak-Amerikában honos, hegyvidéki fenyvesekben élő, nem ehető gombafaj. 

## Megjelenése
A vörösödő zsemlegomba kalapja 5-10 cm széles, alakja domború, idősen közel laposan kiterül. Színe halvány-, majd barnásszürkés, végül feketés. Felülete matt, száraz, csupasz. Széle fiatalon behajló, szabálytalanul hullámos, karéjos.
Hús szívós, színe fehéres, sérülésre rózsaszínesre változik (különösen a kalap szélénél), majd megszürkül. Szaga nem jellegzetes, íze kesernyés  
Lefutó termőrétege csöves szerkezetű. A pórusok szűkek (2-3/mm), 1-2 mm mélyek, szögletesek.Színe fiatalon krémfehér, később barnás. Sérülésre lassan rózsaszínes, majd barnás lesz. 
Tönkje 3-5 cm magas és 1,5-2,5 cm vastag. Alakja vaskos. Felszíne sima, idősen finoman pikkelyes. Színe a kalapéval egyezik, de csúcsa fehéres. : rövid, kalapszínű, matt.
Spórapora halvány sárgásbarna. Spórája gömbölyű, tarajos mintázottsággal, mérete 4-6 x 3,5-4 µm. 

### Hasonló fajok
A halványabb szürke zsemlegomba hasonlít hozzá. 

## Elterjedése és termőhelye
Eurázsiában és Észak-Amerikában honos. Magyarországon ritka.  
Többnyire hegyvidéki fenyvesekben, néha savanyú talajú bükkösökben található meg. Szeptembertől októberig terem. 

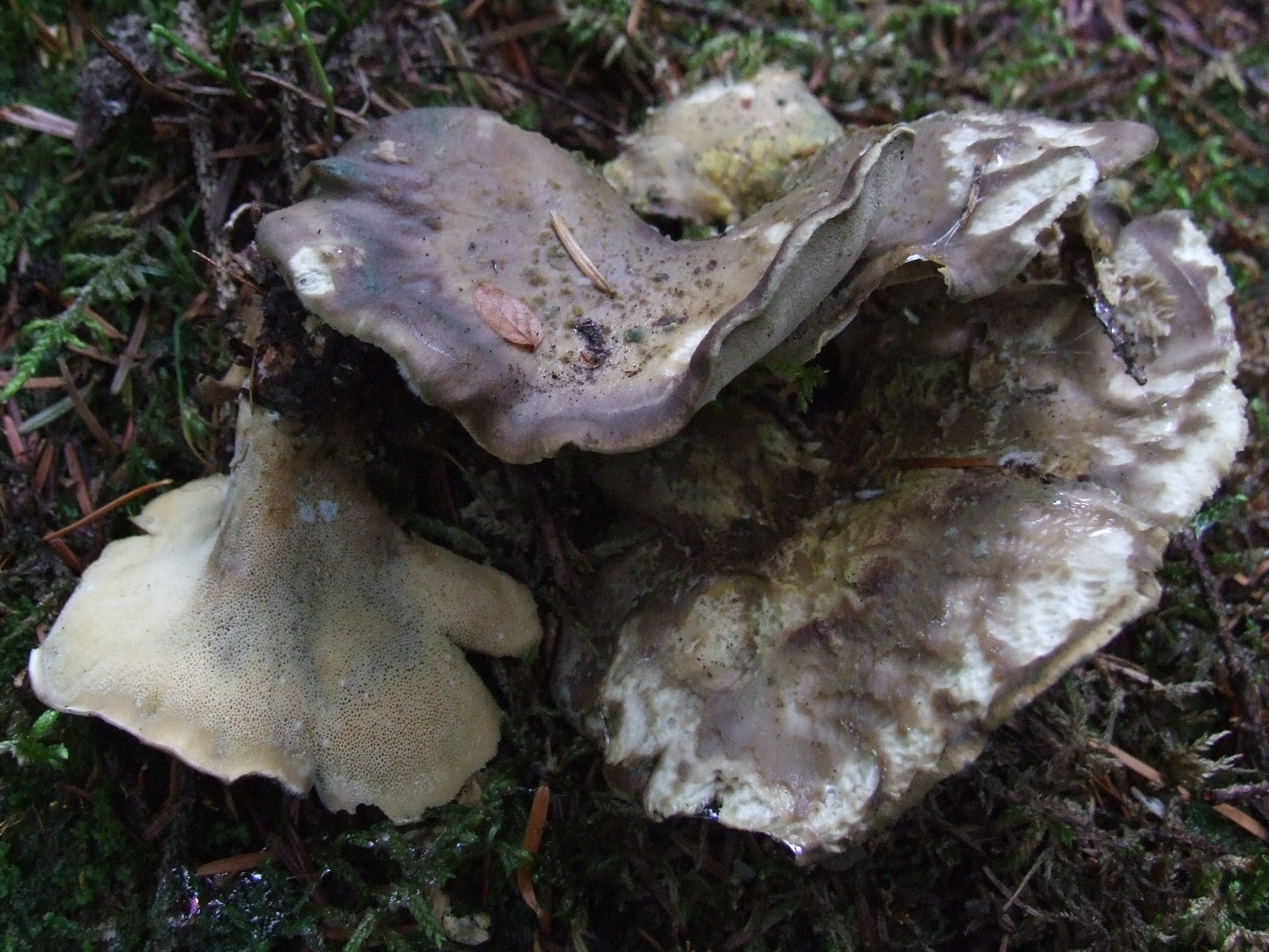
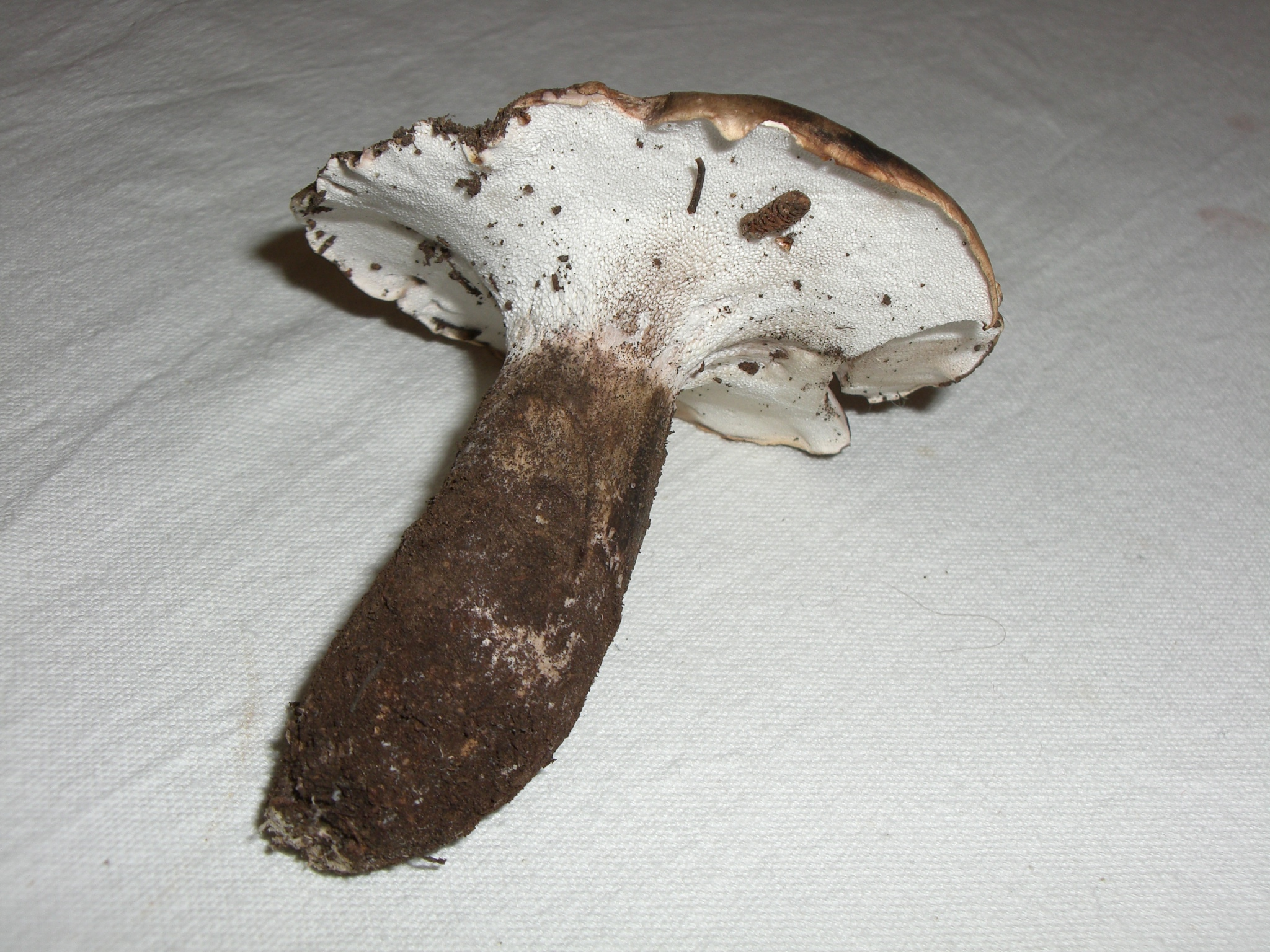
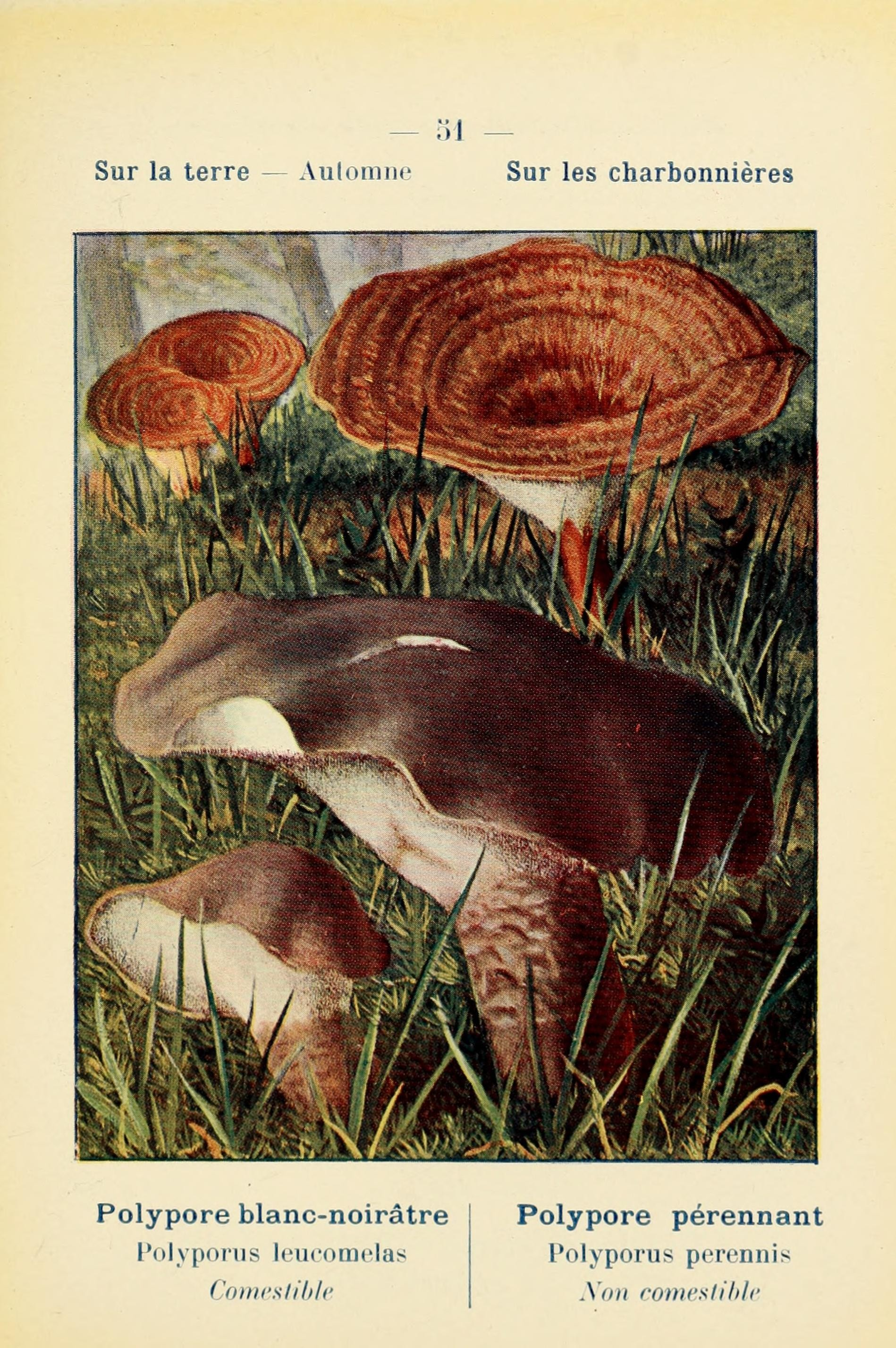

Nem ehető. 